# Siège de Poděbrady (1402-1403)
Guerres des Margraves Moraves
Le siège de Poděbrady de 1402 ou le premier siège de Poděbrady  est une opération militaire menée en décembre 1402 par les forces de Sigismond de Luxembourg, roi de Hongrie, contre la ville et le château de Poděbrady, bastion fidèle à Venceslas IV de Bohême dans le Royaume de Bohême. Malgré les assauts et les pillages dévastateurs dans ses environs, Poděbrady résista sans être conquise, marquant un épisode des Guerres des Margraves Moraves durant la guerre civile de Bohême opposant les deux frères royaux.

## Contexte
En mars 1402, Sigismond emprisonna son frère Venceslas IV, roi de Bohême, à Vienne, déclenchant une révolte parmi les nobles tchèques fidèles à ce dernier, notamment sous l’égide du margrave Jobst de Moravie. Poděbrady, fief de Boček II de Poděbrady, un proche de Venceslas IV, devint une cible stratégique en raison de sa loyauté et de sa position dans la région. Boček, qui occupait les fonctions de místokomorník et de nejvyšší písař du royaume, avait prouvé sa fidélité au roi, ce qui attira l’hostilité de Sigismond. En décembre 1402, Sigismond lança une campagne militaire pour soumettre les régions loyales à Venceslas, visant en priorité Kutná Hora, mais également des places fortes comme Kolín et Poděbrady.

## Siège
En décembre 1402, l’armée de Sigismond, forte d’environ 20 000 hommes, composée de Hongrois et de Coumans, assiégea plusieurs villes rebelles, dont Poděbrady, Kolín et Kutná Hora. Le château de Poděbrady, dirigé par Boček II de Poděbrady, organisa une défense robuste de la ville. Malgré les assauts répétés, le bastion ne fut pas prise, grâce à ses fortifications et à la détermination de la garnison. 
Les troupes de Sigismond ravagèrent les environs, détruisant presque entièrement le domaine, y compris par exemple le village de Zvěřínek, qui fut incendié. 
Ces pillages causèrent des dommages considérables aux villages voisins et aux terres agricoles, où même les combats ont atteint la ville voisine de Nymburk, mais la ville et le château de Poděbrady résistèrent aux attaques jusqu’à ce que Sigismond réoriente ses efforts vers Kutná Hora, où il parvint à s’emparer des trésors royaux de Venceslas.

## Conséquences
La résistance de Poděbrady empêcha Sigismond de s’emparer du château, préservant un bastion loyal à Venceslas IV dans la région. Cependant, les environs subirent des destructions massives, plusieurs villages étant pillés ou incendiés, ce qui laissa des traces durables dans la mémoire locale. La résilience de Poděbrady renforça la détermination des loyalistes dans la guerre civile. 
Sigismond, après son échec à Poděbrady, concentra ses efforts sur Kutná Hora, où il imposa une lourde capitulation. La fidélité de Boček II de Poděbrady à Venceslas IV fut récompensée par des faveurs royales, notamment le poste de haut scribe provincial de Bohême à la fin de 1403.